# Juan Albacete Sáiz
Juan Albacete Sáiz SJ (* 27. September 1889 in Cuenca; † 4. Dezember 1962) war ein spanischer römisch-katholischer Ordensgeistlicher und Apostolischer Präfekt von San Francisco Javier in Peru.

## Leben
Juan Albacete Sáiz trat 1904 der Ordensgemeinschaft der Jesuiten bei und empfing 1939 das Sakrament der Priesterweihe. Am 7. November 1961 bestellte ihn Papst Johannes XXIII. zum Apostolischen Präfekten von San Francisco Javier.
Das Centro Educativo Juan Albacete Sáiz in La Lima ist nach ihm benannt.